# Olier
Olier est un prénom et un patronyme breton, correspondant à Olivier en français. 

## Prénom
- Olier Mordrel, militant nationaliste breton.

## Patronyme
Le nom de Olier est porté par plusieurs personnalités (par ordre alphabétique) :
- Jean-Jacques Olier (1608-1657), prêtre, fondateur de la compagnie des prêtres de Saint-Sulpice. Au Québec et en France, ce nom apparaît à quelques endroits : parc et rues, pour souligner l'apport de ce prêtre.
- Moïsette Olier, écrivaine québécoise.
- Ronan Olier (1949-2020), peintre.
- Youenn Olier (1924-), écrivain.